# Flaw (banda)
Flaw es una banda estadounidense de nu metal de Louisville, Kentucky. La banda fue formada por el guitarrista Jason Daunt en 1996. Después de una serie de grabaciones independientes en la década de 1990, la banda firmó con Republic y Universal Music Group y lanzó dos álbumes de importantes sellos discográficos, Through the Eyes en 2001 y Endangered Species en 2004. Las rupturas, los cambios en la formación y las luchas internas plagaron a la banda durante el resto de la década, aunque de 2015 a 2017, la banda se reformó con tres de sus miembros principales para hacer giras y escribir música. La banda lanzó su tercer álbum de estudio, Divided We Fall, el 19 de agosto de 2016. Su último álbum, Vol IV: Because of the Brave, fue lanzado el 19 de julio de 2019. La alineación de la banda cambia frecuentemente; el vocalista principal Chris Volz es el único miembro constante.

## Historia

### Formación y primeros lanzamientos independientes (1996-2000)
Flaw se formó en 1996 cuando el vocalista principal Chris Volz respondió a un anuncio en un periódico local puesto por el guitarrista Jason Daunt, buscando un vocalista principal para una banda. Volz se reunió con Daunt poco después, y Volz trajo una cinta de muestra que contenía algunos ejemplos de sus voces grabadas. La reunión fue exitosa, y los dos comenzaron el proceso de escritura del material de Flaw esa noche, y completaron su primera canción, "Inner Strength", al día siguiente. La sección rítmica de la banda progresó a través de varias alineaciones pero se solidificó con la adición del bajista Ryan Jurhs en 1997. Ese mismo año la banda grabó su primer disco, el álbum independiente American Arrogance. Debido a que estaban escasos de dinero, la banda ordenó todo lo que necesitaban para grabar del catálogo Musician's Friend, y luego lo devolvieron usando la política de devolución de 30 días. Su álbum les dio la oportunidad de presentarse como teloneros de grupos como Fear Factory y Econoline Crush. Una estación de radio local, The Fox, transmitió las canciones del disco indie de Flaw, dándoles más publicidad. Dos lanzamientos independientes más, el álbum homónimo de 1998, Flaw, y el EP de 2000, Drama, fueron producidos más tarde también, mientras que la primera formación estable de la banda, incluyendo a Lance Arny como segundo guitarrista, y Chris Ballinger en la batería, se estableció en 1999.

### Through The EyesyEndangered Species (2001–2004)
Flaw se presentó en la CBGB en la ciudad de Nueva York y fue escuchado por Republic y Universal Music Group. Flaw firmó con el sello en el año 2000, y comenzó a grabar su primer álbum de estudio a principios de 2001 en Sound City con el productor musical David Bottrill. El producto final, Through the Eyes, salió a la venta en octubre de 2001. El álbum encabezó la lista de Billboard Top Heatseekers, y alcanzó el número 119 en la lista de Billboard 200. En la promoción del álbum, la banda lanzó dos sencillos, "Payback" y "Whole", y tocó en la edición 2002 de Ozzfest. Otro tema, "Only the Strong", también apareció en la banda sonora de The Scorpion King.
En 2004, Flaw regresó al estudio para comenzar a grabar su segundo álbum de estudio, Endangered Species. La banda se separó de Daunt y Ballinger y agregó un baterista de reemplazo, Micah Havertape. La banda declaró que Daunt fue despedido debido a "diferencias personales y creativas", incluyendo problemas de violencia física no revelada. La banda continuó como un grupo de cuatro miembros, encontrando más fácil manejar los asuntos internos de la banda y el proceso creativo con menos miembros. El álbum, lanzado en mayo de 2004, debutó en el número 42 del Billboard 200, vendiendo 27.527 copias en su primera semana. El álbum dio lugar a un sencillo, "Recognize", que alcanzó el número 25 en la lista de Billboard Mainstream Rock. La banda realizó algunas giras de promoción del álbum, aunque una gira posterior con Ill Niño y Drowning Pool fue cancelada debido a problemas con los promotores de la gira. Ambos álbumes fueron considerados decepciones comerciales por su sello discográfico, Universal Music Group. Posteriormente, Flaw se retiró de Universal a finales de 2004 y finalmente se separó.

### Rupturas, proyectos paralelos y luchas internas (2005-2012)
Después de que la banda se separó, los miembros de la banda se mudaron a nuevos proyectos. Más notablemente, Volz, formó Five.Bolt.Main con el baterista Ivan Arnold, quien fue uno de los miembros rotativos durante los primeros años de independencia de Flaw. Firmaron con Rock Ridge Records y lanzaron un álbum de estudio Venting, en 2005, antes de separarse. Flaw se reformó de nuevo a finales de 2006, con los miembros principales Volz, Daunt y Ballinger. La banda tocó en un show de reunión en marzo de 2007, tocando un tema inédito titulado "Do You Remember", y realizó una gira en abril de los mismos años con una alineación de Volz, Daunt, Arny, Ballinger, y el nuevo bajista Van Avery.
Aunque la banda tenía inicialmente intenciones de grabar nuevo material y publicarlo, los problemas internos entre los miembros provocaron muchos retrasos y obstáculos. El progreso se ralentizó cuando Volz se centró en su trabajo en solitario, la grabación y las giras en apoyo de su álbum de estudio Redemption durante septiembre y octubre de 2007. A principios de 2008 se produjeron complicaciones adicionales, ya que Volz y Daunt se separaron para formar una nueva banda llamada Foundation. La rama tocó en varios shows durante el 2008, pero eventualmente regresó a tocar sólo como Flaw, ya que la gente se confundió entre los dos, considerando los miembros y listas de canciones similares. Aun así, la banda continuó luchando con los cambios en la alineación, incluyendo periodos cortos con el guitarrista Nathan McDaniel, el bajista Jimmie Stalings y el baterista Terry Harper.
En enero de 2009, la banda había vuelto a reunir sus esfuerzos para grabar un nuevo álbum y atraer el apoyo del sello discográfico. Aunque la banda no logró encontrar apoyo de la discográfica, en noviembre de 2009, todavía lanzaron un tercer álbum de estudio, completamente independiente, titulado Home Grown Studio Sessions. La alineación incluía a Volz, Arny, Juhrs, y otros dos recién llegados, Andy Russ en la guitarra y Sean Rued en la batería. La banda realizó una gira de apoyo al álbum durante el resto del año, aunque el álbum no se vendió bien, incluso Arny admitió que "mucha gente no sabe que ya ha salido" 9 meses después de su lanzamiento. La banda siguió de gira en el 2010, con Chris Marple en el bajo y la guitarra, ya que la banda necesitaba reemplazos en la alineación. La banda tocó en shows con Tantric, Burn Halo, y Adema en septiembre de 2010. Sin embargo, a finales de año, el conflicto interno había llevado de nuevo a la cancelación de los conciertos y la inactividad dentro de la banda.

### Divided We Fall, Vol IV: Because Of The Brave y acusaciones de plagio (2013-presente)
El 16 de julio de 2013, se anunció que la banda se había reformado, y volvió a la alineación de Through The Eyes de Jason Daunt, Chris Volz, Lance Arny, Ryan Jurhs y Chris Ballinger. La banda se estaba reformando para hacer ambas giras, y grabar un nuevo álbum de estudio. En febrero de 2014, la banda anunció que habían hecho un demo de 14 a 15 nuevas canciones, 3 de las cuales eran versiones actualizadas de canciones antiguas. A pesar del progreso, la banda necesitaba conseguir más fondos para continuar. En julio, Flaw comenzó una campaña de Indiegogo para recaudar fondos para una gira completa por los Estados Unidos con un nuevo álbum que se lanzará en algún momento de 2015, pero solo adquirió 1/4 de los fondos solicitados. Además, en septiembre, Arny dejó la banda debido a conflictos internos con el resto de los miembros, [cita requerida] La gira continuó a pesar de esto, tocando en el festival "Louder Than Life" en octubre de 2014 en Louisville, Kentucky, con Korn, Limp Bizkit y Papa Roach. En diciembre, Ballinger fue despedido debido a "diferencias personales y creativas". La banda reemplazó sólo a Ballinger, con el nuevo baterista Corey Sturgill, y optó por trabajar una vez más como cuarteto.
En marzo de 2015, Volz anunció que la banda había pasado los últimos meses en el estudio trabajando con el productor musical Skidd Mills en su cuarto álbum de estudio. También anunció que realizarían "The Reawakening Tour" junto con Seasons After entre mayo y junio y que luego lanzarían su próximo álbum de estudio un tiempo después. En abril de 2015, una nueva canción titulada "Bleed Red" fue lanzada en exclusiva para SirusXM Octane para probar el nuevo material en el mercado con la esperanza de conseguir un mayor atractivo y un amplio lanzamiento. En marzo de 2015, Volz estimó que el álbum saldría a finales de 2015. En septiembre de 2015, Daunt declaró que el álbum estaba completamente escrito, por lo que la banda se centró en encontrar el respaldo del sello discográfico de nuevo. En un concierto de octubre, la banda declaró que el período de lanzamiento del nuevo álbum se había trasladado al primer trimestre de 2016. En noviembre de 2015, se anunció que la banda había firmado con Pavement Entertainment con planes de lanzar su cuarto álbum de estudio el 29 de abril de 2016.
Después de más retrasos, Divided We Fall se estrenó el 19 de agosto de 2016, con el sencillo "Live and Breathe" lanzado el mes anterior. Para promover el álbum, la banda participó en una gira de reunión con Dope y Motograter. La banda también lanzó un EP de b-sides del álbum, United We Stand, el 1 de septiembre de 2017. La banda siguió de gira en apoyo de los lanzamientos, pero también continuó cambiando su línea de gira. Jurhs y Sturghil se fueron en diciembre de 2016, y fueron reemplazados por Tommy Gibbons en la guitarra, Jeff Dickie en el bajo, y Skylar Martin en la batería. En febrero de 2017, Martin se fue, y fue reemplazado por Dan Johnson, antes de la gira del baterista de Red.
En noviembre de 2017, Daunt anunció que volvía a dejar la banda que había fundado originalmente, citando la bebida y el comportamiento de Volz, que consideraba que estaba creando demasiada rotación en la banda y en las giras de los miembros, una afirmación que Volz negó. Daunt anunció que estaba empezando una nueva banda, "Scars of the Unbroken", con los anteriores miembros de Flaw, Jurhs, Gibbons y Sturgill, mientras que Volz anunció que había empezado a escribir material para un futuro álbum de Flaw que se publicará en 2018.
En marzo de 2018, la banda y su campaña de financiación de una nueva furgoneta de gira se convirtió en el tema de un chiste en The Late Show with Stephen Colbert culminando con la aparición de la banda en el show en julio de 2018 en el que Stephen Colbert les presentó una furgoneta de gira usada. La banda también grabó un video musical durante su aparición para su sencillo "Conquer This Climb" que presenta a Colbert fuera de su próximo álbum Vol. IV.
Vol IV: Because Of The Brave fue publicado el 19 de julio de 2019. Sin embargo, la banda sería acusada más tarde de plagio por el músico de YouTube Douglas Patrick, alegando que la banda robó su "melodía y estructura musical" de una de sus pistas instrumentales para usarla en la canción "Wake Up", que aparece en el álbum, y amenazó con emprender acciones legales contra la banda. Volz respondería más tarde a las alegaciones, alegando que no estaba al tanto del plagio, declarando que sólo escribe la letra de la música que el resto de la banda le presenta y que fue el trabajo de otro miembro de la banda que no nombró en ese momento quien "la cagó de verdad" antes de alegar que estaba "molesto" por el asunto y que se había acercado a Patrick para ofrecerle su compasión. Sin embargo, se descubrió que más canciones del álbum fueron supuestamente robadas de otros YouTubers, incluyendo a Patrick. También se descubrió que la música de la canción "Conquer This Climb" fue comprada por la propia banda a otro YouTuber de metal conocido como Riff Master T. En octubre de 2019, el bajista Tommy Gibbons admitió que él era el responsable del plagio después de que un viejo post de los medios de comunicación social de agosto revelara que estaba presumiendo cuando los músicos de metal de YouTube estaban aprendiendo a tocar una canción que él decía haber escrito y que más tarde se descubriría que había sido robada directamente a Patrick. En una declaración que publicó en los medios de comunicación social, Gibbons declaró que asume "toda la responsabilidad" por sus acciones y que ninguno de los otros miembros de la banda estaba involucrado en el plagio. El 6 de octubre de 2019, Volz anunció en los medios sociales que la banda se había separado de Gibbons.

## Influencias y estilo musicales
Tanto Volz como Jurhs citaron como influencias el trabajo de Pearl Jam, Alice in Chains y Korn. Los críticos señalaron que el sonido de la banda, especialmente el del álbum Through the Eyes, sonaba como si hubiera sido influenciado por la banda de rock Tool. El sonido de la banda ha sido descrito como nu metal, metal alternativo y hard rock.

## Miembros
Miembros actuales
- Chris Volz – vocalista líder (1995–2004, 2006–presente)
- Georges Octobous – batería (2017–presente)
- Rob Buttorff – guitarra (2018–presente)

Miembros anteriores
- Jason Daunt - guitarra (1995-2002, 2006-2008, 2013-2017)
- Ryan Jurhs - bajo, coros (1996-2004, 2008-2016)
- Ivan Arnold - batería (1995-1998)
- Lance Arny - guitarra (1998-2004, 2006-2007, 2008-2014)
- Chris Ballinger - batería (1999-2003, 2006-2007, 2013-2014)
- Micah Havertape - batería (2003-2004)
- Alex Cando - bajo (2006-2008)
- Andy Russ - guitarra (2008-2010)
- Terry Harper - batería (2008-2009, 2012-2013)
- Sean Rued - batería (2009-2012)
- Chris Marple - guitarra (2010-2012)
- Rich Brown - guitarra (2014, 2017-2018)
- Corey Sturgill - batería (2015-2016)
- Jeff Dickie - bajo (2016-2017)
- Skyler Martin - batería (2016-2017)
- Mike Mexas - bajo (2017)
- Dan Crisafulli - bajo (2017-2019)
- Tommy Gibbons - guitarra (2016-2017, 2017-2019), bajo (2017, 2019)

Miembros de gira
- Dan Johnson – batería (2017)[40]
- Justin Joyce – bajo (2018)
- James Edison – guitarra (2019–presente)
- Dylan Nash – bajo (2019–presente)

Línea de tiempo

## Discografía

### Álbumes de estudio
| Información de álbum |
| --- |
| Through the Eyes - Lanzamiento: 30 de octubre de 2001 (EE. UU.) - Discográfica: Republic/Universal - Posiciones: Núm. 119 (Billboard 200) |
| Endangered Species - Lanzamiento: 4 de mayo de 2004 (EE. UU.) - Discográfica: Universal - Posiciones: Núm. 42 (Billboard 200)             |
| Divided We Fall - Lanzamiento: 19 de agosto de 2016 (EE. UU.) - Discográfica: Pavement 40:59 - Posiciones: Núm. 125 (Billboard 200)       |
| Vol IV: Because of the Brave - Lanzamiento: 19 de julio de 2019 (EE. UU.) - Discográfica: Pavement - Posiciones de gráfico: TBA           |

### Álbumes independientes
- American Arrogance (1996/1997)
- Flaw (1998)
- Home Grown Studio Sessions (2009)

### EPs
| Año  | Título          | Etiqueta               |
| ---- | --------------- | ---------------------- |
| 2000 | Drama           | Independiente          |
| 2017 | United We Stand | Pavement Entertainment |

### Sencillos
| Año  | Título                 | EE.UU. Mainstream Rock | Álbum              |
| ---- | ---------------------- | ---------------------- | ------------------ |
| 2001 | "Payback"              | 33                     | Through the Eyes   |
| 2002 | "Whole"                | 38                     | Through the Eyes   |
| 2004 | "Recognize"            | 25                     | Endangered Species |
| 2015 | "Bleed Red"            | —                      | Divided We Fall    |
| 2016 | "Live and Breathe"     | —                      | Divided We Fall    |
| 2018 | "Conquer This Climb"   | —                      | Vol IV             |
| 2019 | "Because of the Brave" | —                      | Vol IV             |